# Scolopia buxifolia
Scolopia buxifolia är en videväxtart som beskrevs av François Gagnepain. Scolopia buxifolia ingår i släktet Scolopia och familjen videväxter. Inga underarter finns listade i Catalogue of Life.